# Glencoe (Afrique du Sud)
Pour les articles homonymes, voir Glencoe.
Glencoe est situé dans le district d'Umzinyathi, dans la province de KwaZulu-Natal, en Afrique du Sud . 
L'exploitation du charbon est la principale activité économique de la région, tandis que l'élevage d'ovins et de bétail sont également pratiqués.